# Padilla (genre)
Pour les articles homonymes, voir Padilla.
Genre
Padilla est un genre d'araignées aranéomorphes de la famille des Salticidae.

## Distribution
Les espèces de ce genre se rencontrent à Madagascar, à La Réunion, à Mayotte et en Indonésie à Java.

## Liste des espèces
Selon World Spider Catalog (version 18.0, 22/04/2017) :
- Padilla ambigua Ledoux, 2007
- Padilla armata Peckham & Peckham, 1894
- Padilla astina Andriamalala, 2007
- Padilla boritandroka Andriamalala, 2007
- Padilla cornuta (Peckham & Peckham, 1885)
- Padilla foty Andriamalala, 2007
- Padilla graminicola Ledoux, 2007
- Padilla griswoldi Andriamalala, 2007
- Padilla javana Simon, 1900
- Padilla lavatandroka Andriamalala, 2007
- Padilla maingoka Andriamalala, 2007
- Padilla manjelatra Andriamalala, 2007
- Padilla mazavaloha Andriamalala, 2007
- Padilla mihaingo Andriamalala, 2007
- Padilla mitohy Andriamalala, 2007
- Padilla ngeroka Andriamalala, 2007
- Padilla ombimanga Andriamalala, 2007
- Padilla rhizophorae Dierkens, 2014
- Padilla sartor Simon, 1900

## Publication originale
- Peckham & Peckham, 1894 : Spiders of the Marptusa group. Occasional Papers of the Natural History Society of Wisconsin, vol. 2, no 2, p. 85-156 (texte intégral).